# 音乐工艺
音乐工艺（或音乐技术，英文：Music Technology）是现代学术领域的一门，主要研究及开发工艺与技术在音乐艺术上的应用，如各类电子硬件配备及电脑软件在现代音乐制作上的使用，以录制、播放、混音、存储和演奏音乐等。此外，音乐工艺也涵盖了音乐较技术性的另一面如：声学、程序设计、音乐心理学、神经科学和社会学以及种种音乐行业的经营手法等。许多大学及学院都设有此学系，尤其是在很多西方国家，此类学科相当地普遍。此外，在欧美有些中学也有提供音乐工艺的基本入门。
就像其他领域那样，新颖的技术与科技丰富了音乐艺术的发展，也让许多事情成为了可能。就如，通过新音效及声音的创作及硬件技术的开发，许多实验性的新乐器及配备有如雨后春笋般地出现，从而满足了新新音乐人在音乐制作及创意上的需要。也因为如此，当代音乐有了新形式的表现及演奏方式。实际上，音乐工艺的概念跟音乐及科技创意上有相当密切的关系。通过音乐，人们一直都在不断努力地找寻及创造新的表达方形及风格，从而研发了各种不同的新乐器和新仪器。因此，音乐工艺所包含的领域和定义还会不断的扩大及发展下去。
当代乐器如钢琴，吉他及电子琴等的制作及改善的发展一直是音乐工艺最普遍及显著的领域。然而，进入电脑时代以后，音乐工艺的实际范围已大大地扩张，这也包罗了机械、电子、软件等各种形式。也许，软件音序器（英文：Software Sequencer）是其中最为广泛使用的音乐技术形式之一。利用这类软件应有尽有的音乐制作功能，可以轻易地在电脑录制音频或MIDI音乐程序，并能在之后有效地进行编辑工作如：混音、音效處理、调整及纠正等。